# Kurashiki
Kurashiki (倉敷市 (Thương Phô thị) Kurashiki-shi) là thành phố thuộc tỉnh Okayama, Nhật Bản. Tính đến ngày 1 tháng 10 năm 2020, dân số ước tính thành phố là 474.592 người và mật độ dân số là 1.300 người/km2. Tổng diện tích thành phố là 355,6 km2.

## Địa lý

### Đô thị lân cận
- Okayama
  - Okayama
    - Kita
    - Minami

  - Tamano
  - Sōja
  - Asakuchi
  - Yakage
  - Hayashima

### Khí hậu
| Dữ liệu khí hậu của Kurashiki            | Dữ liệu khí hậu của Kurashiki | Dữ liệu khí hậu của Kurashiki | Dữ liệu khí hậu của Kurashiki | Dữ liệu khí hậu của Kurashiki | Dữ liệu khí hậu của Kurashiki | Dữ liệu khí hậu của Kurashiki | Dữ liệu khí hậu của Kurashiki | Dữ liệu khí hậu của Kurashiki | Dữ liệu khí hậu của Kurashiki | Dữ liệu khí hậu của Kurashiki | Dữ liệu khí hậu của Kurashiki | Dữ liệu khí hậu của Kurashiki | Dữ liệu khí hậu của Kurashiki |
| Tháng                                    | 1                             | 2                             | 3                             | 4                             | 5                             | 6                             | 7                             | 8                             | 9                             | 10                            | 11                            | 12                            | Năm                           |
| ---------------------------------------- | ----------------------------- | ----------------------------- | ----------------------------- | ----------------------------- | ----------------------------- | ----------------------------- | ----------------------------- | ----------------------------- | ----------------------------- | ----------------------------- | ----------------------------- | ----------------------------- | ----------------------------- |
| Cao kỉ lục °C (°F)                       | 16.1 (61.0)                   | 22.5 (72.5)                   | 23.5 (74.3)                   | 30.5 (86.9)                   | 32.6 (90.7)                   | 35.2 (95.4)                   | 36.8 (98.2)                   | 37.1 (98.8)                   | 36.0 (96.8)                   | 32.4 (90.3)                   | 26.1 (79.0)                   | 19.9 (67.8)                   | 37.1 (98.8)                   |
| Trung bình ngày tối đa °C (°F)           | 9.2 (48.6)                    | 10.0 (50.0)                   | 13.6 (56.5)                   | 19.3 (66.7)                   | 24.4 (75.9)                   | 27.3 (81.1)                   | 30.9 (87.6)                   | 32.2 (90.0)                   | 28.4 (83.1)                   | 23.1 (73.6)                   | 17.1 (62.8)                   | 11.5 (52.7)                   | 20.6 (69.1)                   |
| Trung bình ngày °C (°F)                  | 4.6 (40.3)                    | 5.2 (41.4)                    | 8.5 (47.3)                    | 13.9 (57.0)                   | 19.1 (66.4)                   | 22.9 (73.2)                   | 26.9 (80.4)                   | 27.9 (82.2)                   | 23.9 (75.0)                   | 18.0 (64.4)                   | 12.0 (53.6)                   | 6.7 (44.1)                    | 15.8 (60.4)                   |
| Tối thiểu trung bình ngày °C (°F)        | 0.3 (32.5)                    | 0.6 (33.1)                    | 3.5 (38.3)                    | 8.6 (47.5)                    | 14.0 (57.2)                   | 19.1 (66.4)                   | 23.6 (74.5)                   | 24.4 (75.9)                   | 20.1 (68.2)                   | 13.5 (56.3)                   | 7.3 (45.1)                    | 2.4 (36.3)                    | 11.5 (52.6)                   |
| Thấp kỉ lục °C (°F)                      | −5.4 (22.3)                   | −8.0 (17.6)                   | −3.5 (25.7)                   | −0.8 (30.6)                   | 3.1 (37.6)                    | 9.8 (49.6)                    | 16.0 (60.8)                   | 17.1 (62.8)                   | 8.9 (48.0)                    | 2.7 (36.9)                    | −0.9 (30.4)                   | −4.1 (24.6)                   | −8.0 (17.6)                   |
| Lượng Giáng thủy trung bình mm (inches)  | 34.4 (1.35)                   | 42.4 (1.67)                   | 78.2 (3.08)                   | 82.5 (3.25)                   | 101.9 (4.01)                  | 149.8 (5.90)                  | 154.1 (6.07)                  | 81.3 (3.20)                   | 133.0 (5.24)                  | 93.6 (3.69)                   | 51.2 (2.02)                   | 40.4 (1.59)                   | 1.042,2 (41.03)               |
| Số ngày giáng thủy trung bình (≥ 1.0 mm) | 4.8                           | 6.1                           | 8.6                           | 9.0                           | 8.8                           | 10.6                          | 9.9                           | 6.8                           | 8.8                           | 7.1                           | 5.8                           | 5.2                           | 91.5                          |
| Số giờ nắng trung bình tháng             | 152.5                         | 144.5                         | 175.7                         | 189.8                         | 199.2                         | 143.1                         | 173.0                         | 206.5                         | 155.2                         | 166.7                         | 149.7                         | 145.8                         | 2.001,3                       |
| Nguồn: Cục Khí tượng Nhật Bản            |                               |                               |                               |                               |                               |                               |                               |                               |                               |                               |                               |                               |                               |

## Giao thông

### Đường sắt
JR West - San'yō Shinkansen
- Shin-Kurashiki

 JR West - Tuyến San'yō chính
- Nakashō - Kurashiki - Nishiachi - Shin-Kurashiki

 JR West - Tuyến Hakubi
- Kurashiki

Đường sắt Mizushima Rinkai - Tuyến Mizushima chính
- Kurashiki-shi - Kyūjōmae - Nishitomii - Fukui - Urada - Yayoi - Sakae - Tokiwa - Mizushima - Mitsubishi-jikō-mae

 Công ty Đường sắt Ibara - Tuyến Ibara
- Kawabejuku - Kibinomakibi - Bitchū-Kurese

### Cao tốc/Xa lộ
- Cao tốc San'yō
- Cao tốc Seto-Chūō
- Quốc lộ 2
- Quốc lộ 429
- Quốc lộ 430
- Quốc lộ 486